# Mihter Wendolin
Mihter Wendolin   (Pohnpei, 3 de febrer de 1987) és una atleta micronèsia. Va competir en la cursa dels 100 metres llisos femení als Jocs Olímpics d'Estiu de 2012; va córrer els preliminars en 13,67 segons, i no es va poder qualificar per la ronda 1.